# Аверьянова, Мария Григорьевна
Мари́я Григо́рьевна Аверья́нова (5 июля 1922, деревня Озерки, Тульская губерния — 4 февраля 2020, Раменское) — историк, педагог, лектор, краевед города Раменское и Раменского района Московской области.
Почётный гражданин города Раменское (1995).

## Биография
Мария Григорьевна Аверьянова родилась в 1922 году в деревне Озерки Тульской губернии в многодетной крестьянской семье. В дальнейшем семья переехала в Подмосковье. После окончания средней школы с июня 1941 года работала пионервожатой и преподавателем Шебанцевской, потом Михневской средних школ. Её отец был призван в армию и погиб на фронте в 1944 году.
В 1943 переведена на работу в Михневский РК КПСС на должность пропагандиста. В 1947—1949 обучалась в Московской партийной школе, по окончании которой работала заместителем заведующего и заведующей отдела пропаганды и агитации. С 1956 года заведовала отделом Бронницкого РК КПСС, затем в связи с реорганизацией работала в Люберецком и с 1960 года — в Раменском отделе пропаганды и агитации. Избиралась членом Раменского горкома[какого?] партии, депутатом Раменского горсовета[какого?].
Систематически выступала в разных аудиториях с лекциями по вопросам методики, исторической и краеведческой тематики, пропаганды памятных мест и событий, памятников истории и культуры Раменского района.
Совместно с гороно, краеведческим музеем участвовала в организации и проведении краеведческих конференций педагогов и учащихся, активно работала во Всесоюзном обществе «Знание», Всероссийском обществе охраны памятников истории и культуры, в Обществе Славянской письменности и культуры, а также других общественных организациях.
В 1978 году вышла на пенсию; продолжала активно участвовать в общественной жизни города Раменское и района, в том числе в городском совете ветеранов.

## Работы
М. Г. Аверьяновой были опубликованы путеводители по Раменскому району, городу Бронницы, художественный буклет «Гжель — российская жемчужина», брошюры о социально-экономическом развитии района, многочисленные статьи и очерки в районной газете, ряде центральных газет и журналов.
Главным трудом М. Г. Аверьяновой стал издающийся с 1995 года в серии «Энциклопедия сёл и деревень Подмосковья» цикл книг с обобщающими краеведческими очерками по Раменскому району — «Край Раменский».
В октябре 2022 г. в рамках "Никоновских чтений" состоялась конференция Общества Энциклопедия российских деревень", к началу которой был издан сборник "Сельская Россия: прошлое и настоящее. Доклады и сообщения XVI научно-практической конференции, посвящённой памяти Е.Н. Мачульского и М.Г. Аверьяновой"

### «Край Раменский»
- Аверьянова М. Г. Край Раменский: Очерки краеведа. — М.: Энциклопедия российских деревень, 1995. — 640 с. — (Энциклопедия сёл и деревень Подмосковья). — 25 000 экз. — ISBN 5-88367-003-2.
- Аверьянова М. Г. Край Раменский. Век XX: Очерки краеведа. — М.: Энциклопедия сёл и деревень, 1998. — 576 с. — (Энциклопедия сёл и деревень Подмосковья). — 5500 экз. — ISBN 5-89673-003-9.
- Аверьянова М. Г. Край Раменский. Народное образование: Очерки краеведа. — М.: Энциклопедия сёл и деревень, 2000. — 544 с. — (Энциклопедия сёл и деревень Подмосковья). — 5300 экз. — ISBN 5-89673-012-8.
- Аверьянова М. Г. Край Раменский. Галерея имён: Очерки краеведа. Кн. 1 / Всеросс. ин-т аграрных проблем и информатики им. А. А. Никонова, Администрация Раменского р-на Моск. обл. — М.: Энциклопедия российских деревень, 2004. — 819 с. — (Энциклопедия сёл и деревень Подмосковья). — ISBN 5-88367-026-1.
- Аверьянова М. Г. Край Раменский. Памятники истории и культуры: Очерки краеведа. — М.: Школа Радости, 2007. — 720 с. — (Энциклопедия сёл и деревень Подмосковья). — 5050 экз. — ISBN 978-59900944-1-3.
- Аверьянова М. Г. Край Раменский. Галерея имён: Очерки краеведа. Кн. 2. — М.: Школа Радости, 2008. — (Энциклопедия сёл и деревень Подмосковья). — ISBN 978-5-9900944-3-7.

### Книги, брошюры
- Гжель — российская жемчужина / Автор текста М. Г. Аверьянова. — М.: Энциклопедия российских деревень, (1993). — 46, [2] с. — ISBN 5-207-00086-1. (Заглавие также: немецкое. — Текст парал.: рус., англ., нем.).
- Живой голос войны: очерки краеведа : (Ветераны Отечественной войны; Участники трудового фронта; Блокадники Ленинграда; Малолетние узники фашистских концлагерей; «Дети войны»). — М. : ГУП МО «МОК центр», 2010. — 440 с., ил.
- Синеокая Гжель: очерки краеведа. — Раменское: (б. и.), 2014. — 328 с. : ил. — (Серия «Энциклопедия сёл и деревень Подмосковья»).

## Награды
- орден «Знак Почёта»
- медали
- дипломы, грамоты
- Почётный гражданин города Раменское[4].